# Edward Parfitt
Edward Parfitt (1820-1893) est un jardinier, naturaliste, zoologiste et entomologiste anglais. 
En 1866, il décrit le genre d'annélides Dorvillea.

## Publications
- (en) Parfitt E., 1866. Description of a Nereis new to science. The Zoologist, London, 1 (series 2), pages 113-114 (lire en ligne).
- (en) Parfitt E., 1882. Two new species of Ichneumonidae., Entomologist's Monthly Magazine, volume 18, pages 272-273.